# Paweł Dobrowolski
Paweł Dobrowolski (ur. 6 maja 1954 w Warszawie) – polski dyplomata, urzędnik państwowy, historyk i nauczyciel akademicki, rzecznik prasowy Ministerstwa Spraw Zagranicznych, od 1995 do 2000 konsul generalny w Edynburgu, od 2000 do 2004 ambasador RP w Kanadzie, w latach 2008–2013 ambasador RP na Cyprze.

## Życiorys
Absolwent VI Liceum Ogólnokształcącego im. Tadeusza Reytana w Warszawie (1973). W 1977 ukończył studia na Wydziale Historycznym Uniwersytetu Warszawskiego. W 1983 uzyskał stopień doktora nauk humanistycznych w Instytucie Historii Polskiej Akademii Nauk, a w 1998 tamże uzyskał stopień doktora habilitowanego nauk humanistycznych w zakresie historii (na podstawie pracy pt. Wincenty Ferrer. Kaznodzieja ludowy późnego średniowiecza).
W latach 1983–1985 był stypendystą Istituto Luigi Sturzo oraz Instytutu Jana Pawła II w Rzymie. Pracował jako adiunkt na Akademii Świętokrzyskiej) w Kielcach. Później został profesorem Collegium Civitas w Warszawie.
Od 1990 zatrudniony w dyplomacji. W latach 1990–1995 pełnił funkcję konsula generalnego w Edynburgu. Od 1995 do 2000 był rzecznikiem prasowym Ministerstwa Spraw Zagranicznych, pełniąc jednocześnie funkcje: zastępcy dyrektora gabinetu ministra, zastępcy dyrektora Departamentu Promocji i Informacji, doradcy w gabinecie politycznym oraz wicedyrektora sekretariatu ministra. W latach 2000–2004 sprawował urząd ambasadora Polski w Kanadzie.
W 2004 powrócił do pracy w centrali MSZ, obejmując stanowisko wicedyrektora Departamentu Ameryki. W latach 2005–2006 i w 2008 był dyrektorem Departamentu Systemu Informacji, jednocześnie od 2005 do 2006 ponownie pełnił funkcję rzecznika prasowego resortu. W 2008 otrzymał nominację na stanowisko ambasadora RP na Cyprze, które zajmował do 2013.

## Publikacje książkowe
- Wincenty Ferrer: kaznodzieja ludowy późnego średniowiecza, Warszawa: Instytut Historii Polskiej Akademii Nauk, 1996, ISBN 83-86301-34-1.
- (P)oszukiwanie tożsamości: cztery studia o angielskim Oświeceniu, Warszawa: Collegium Civitas, 2015, ISBN 978-83-61067-62-7.
- Świat ze słów: angielskie miesięczniki XVIII wieku : media, informacja i opinia publiczna, Warszawa: Muzeum Pałacu Króla Jana III w Wilanowie, 2018, ISBN 978-83-63580-97-1.
- Magik, histeryczka i podróżnik: trzy oblicza XVIII wieku, Warszawa: Collegium Civitas Press, ISBN 978-83-66386-01-3.